# Manipogo

Manipogo est une créature lacustre qui vivrait selon la légende dans les profondeurs du lac Manitoba au Canada. 
D'après les dires, colportés par ses "découvreurs", deux pêcheurs de la communauté rurale métisse de Saint-Laurent, Jules Chartrand et Florent Beaudin, aperçurent cet animal marin en 1908. Il aurait l'apparence d'un serpent de mer géant de couleur vert-olive ou brun foncé, rappelant le monstre du Loch Ness.
Ce n'est qu'en 1957 que le nom de Manipogo fut attribué à cette créature des profondeurs marines. Manipogo est une transformation du nom d'Ogopogo, un autre monstre marin d'un lac de la Colombie-Britannique, qui a pris ici le nom de Manipogo (Mani- = Manitoba et -pogo = Ogopogo).
Des témoignages d'observateurs décrivent même un groupe de plusieurs Manipogo.
Chaque année, au mois de mars, les habitants de Saint-Laurent célèbrent la culture métisse et la fin de la saison de pêche lors du "Festival Manipogo", nommé d’après le fameux monstre marin Manipogo.